# Claudia Sulewski
Claudia Sulewski (* 19. Februar 1996 in Chicago) ist eine US-amerikanische Schauspielerin.

## Leben
Sulewski wurde in Chicago, Illinois, als Tochter von Czesław Sulewski und Beata Krupińska geboren. Sie wuchs in Park Ridge, einem Vorort von Chicago, auf. Sie hat zwei Brüder, Marcin und Kevin.
Seit 2018 ist Sulewski mit dem Musiker Finneas O’Connell liiert.
Seit 2014 war sie in rund einem Dutzend Produktionen zu sehen, in erster Linie Fernsehserien.

## Filmografie (Auswahl)
- 2016–17: The Commute (Fernsehserie, 21 Episoden)
- 2016–18: T@gged (Fernsehserie, 20 Episoden)
- 2017: Embeds (Fernsehserie, Episode 1x02)
- 2017: Hyperlinked (Fernsehserie, Episode 1x05)
- 2017: Versus (Fernsehserie, 6 Episoden)
- 2019: Deadcon
- 2019: Marvel’s Runaways (Fernsehserie, Episode 3x10)
- 2021: Billie Eilish: The World's a Little Blurry
- 2022: I Love My Dad